# 青島泰之
青島 泰之（あおしま やすゆき、1947年（昭和22年） - ）は、技術者でJICA技術協力事業 (インドネシア) プロジェクトマネージャー。
日本技術者教育認定機構 (JABEE) 国際部顧問。元UNESCO東アジア代表。工学博士（東京大学）。

## 人物・来歴
1966年（昭和41年）、静岡県立静岡高等学校卒業。1970年（昭和45年）、東京大学工学部土木工学科卒業。スイス連邦工科大学ローザンヌ校大学院へ留学、鋼構造研究室助手。
1975年（昭和50年）、日本鋼管（現JFE）入社、海底パイプライン敷設工事の設計、施工に携わる。1976年（昭和51年）、工学博士（東京大学）。
1982年（昭和57年）、ユネスコパリ本部に就職、事業予算管理課長、奨学金課長、科学技術計画官などを歴任。
1997年（平成9年）、ユネスコ・ジャカルタ事務所所長代理、2001年（平成13年）、ユネスコ・東アジア代表・北京事務所長。2008年（平成20年）、静岡市教育委員。
2010年（平成22年）、日本技術者教育認定機構・専務理事（2010〜2019年）・事務局長。JICA技術協力事業 (インドネシア) のプロジェクトマネージャー、日本技術者教育認定機構国際部顧問。

## 著書
- 『大学の質保証とは何か』[3] 早田幸政 編著 エイデル研究所 2015.5
- 一般社団法人日本技術者教育認定機構における大学評価のポイント 青島泰之, 三木哲也